# John Rupert Colville
Sir John Rupert Colville, kurz Jock, (* 28. Januar 1915; † 19. November 1987) war Privatsekretär verschiedener britischer Premierminister sowie Prinzessin Elisabeths.

## Leben
Colville war einer der drei Söhne von Hon. George und Lady Cynthia Colville. Sein Großvater väterlicherseits war der 1. Viscount Colville of Culross, sein Großvater mütterlicherseits war der 1. Marquess of Crewe. Persönlich nicht vermögend, hatte er Zugang zum britischen Adel, was seine Karriere und sein soziales Leben beförderte.
Absolvent des Trinity College (Cambridge), war Colville durch die Sowjetunion, nach Athos und die Donau hinab gereist. Er sprach fließend deutsch und französisch, trat nach einer Italienreise im September 1937 als 3. Sekretär in die Ostabteilung des britischen Außenministeriums in Whitehall ein und war mit Persien, der Türkei, Palästina und den Golfstaaten befasst. Zwei Jahre später wurde er einer der Privatsekretäre Arthur Neville Chamberlains sowie 1940 bis 1945 von Winston Churchill, unterbrochen von zwei Jahren Dienst als Flieger in der Royal Air Force Volunteer Reserve (1941 bis 1943) mit Ausbildung in Südafrika. 1945 wurde Colville für kurze Zeit von Clement Attlee übernommen und kehrte dann ins Außenministerium, Bereich Südosteuropa, zurück. 1947 bis 1949 war er Privatsekretär Prinzessin Elisabeths und danach zwei Jahre Kanzleichef der britischen Botschaft in Lissabon. Als Churchill 1951 bis 1955 erneut Premierminister war, wurde er dessen Erster Privatsekretär. Anschließend verließ er die Politik um 30 weitere Jahre im Bank- und Finanzgeschäft zu arbeiten. Unter anderem verwaltete er den Grundbesitz der Churchills, war Direktor der Ottomanischen Bank sowie 25 Jahre der britischen Tochter von BASF.
Colville heiratete 1948 Lady Margaret Egerton, eine der Hofdamen Elisabeths. Beide hatten zwei Söhne und eine Tochter und lebten in Hampshire. 1949 wurde er als Commander des Royal Victorian Order und 1955 als Companion des Bathordens ausgezeichnet und erhielt 1974 den Ritterschlag als Knight Bachelor.
Autor einiger Bücher, sind heute seine Tagebücher aus der Zeit in 10 Downing Street 1939 bis 1955 am bekanntesten. Er schildert darin sachlich und relativ emotionslos die verschiedenen Akteure der alliierten Politik und die politischen Entscheidungen jener Zeit. Im Churchill College, Cambridge, das mit dem Churchill Archives Centre verbunden ist und in dem seine Tagebücher lagern, ist ehrenhalber ein Raum nach ihm benannt.

## Werke
- Fools’ Pleasure. A leisurely journey down the Danube, to the Black Sea, the Greek Islands and Dalmatia. Methuen & Co., London 1935.
- Man of valour. The life of Field-Marshal the Viscount Gort, VC,GCB,DSO,MVO,MC. Collins, London 1972
- Footprints in Time. Memories. Collins, 1976
- Portrait of a general. A Chronicle of the Napoleonic Wars. Michael Russell, Salisbury 1980.
- Strange Inheritance. Michael Russell, Salisbury 1983.
- The Fringes of Power. Downing Street Diaries, 1939–55: September 1939–September 1955 v. 1. Sceptre, 1986, ISBN 0340402695
  - deutsch: Downing Street Tagebücher 1939–1945. Siedler, 1988
- The Churchillians. Weidenfeld & Nicolson, 1986
- Those Lambtons!. Hodder & Stoughton, London 1988.

| Personendaten    | Personendaten             |
| ---------------- | ------------------------- |
| NAME             | Colville, John Rupert     |
| ALTERNATIVNAMEN  | Colville, Jock            |
| KURZBESCHREIBUNG | britischer Privatsekretär |
| GEBURTSDATUM     | 28. Januar 1915           |
| STERBEDATUM      | 19. November 1987         |